# Мояле
Моя́ле (англ. Moyale) — небольшой торговый пограничный город, разделённый государственной границей между Кенией и Эфиопией. Расположен у истоков пересыхающей реки Лаг-Бор (Лак-Бор, Lak Bor) на высоте 1113 м над уровнем моря. В Мояле выпадает 687 мм осадков в год.
В городе находится пункт пропуска через государственную границу. Количество жителей:
- около 25 000  на эфиопской стороне
- около 9 000 на кенийской стороне

Население — смешанное по этническому составу. В Мояле живут амхара, оромо, боран, а также сомалийцы, перешедшие к оседлому образу жизни.
Эфиопская часть находится на крайнем юге Эфиопии, в регионе Оромия, кенийская — на северо-востоке Кении, в Восточной провинции, в 775 км к северу от Найроби. 
Через Мояле проходит участок трансафриканского Шоссе Каир-Кейптаун. Это главная автомобильная дорога, связывающая столицы Найроби и Аддис-Абеба. Шоссе Дилла — Мояле на эфиопской территории было построено в 1977 году, но с кенийской стороны дорога в 2013 году ещё представляла собой тряскую грунтовку. Город связан с Найроби автобусным сообщением, ходят два автобуса в день двух местных компаний — Moyale Star и Moyale Raha (2013). Транспорт до Исиоло ходит под вооружённым конвоем из-за частых столкновений групп борана и габра народа оромо, живущих на севере Кении. Имеются аэропорты на кенийской и на эфиопской стороне.
Эфиопская часть города более развита, с процветающей торгово-деловой активностью (2013).

## История
С целью защиты боран от набегов сомалийцев-работорговцев англичане организовали пограничный патруль со штабом в Мояле.
Мояле обслуживал провинцию Сидамо, и от него отходили две караванные тропы: одна в Найроби, другая — в Кисмайо (итальянское Сомали). В ходе Восточноафриканской кампании Второй мировой войны был оккупирован вооружёнными силами Королевства Италия по директиве маршала Пьетро Бадольо от 9 июня 1940 года в июле 1940 года. Освобождён в 1941 году. Агентство Рейтер 24 февраля 1941 года сообщило, что рота нерегулярных войск Эфиопской империи заняла Мояле. С захватом Мояле последние итальянские войска были выбиты с британской территории.
В 2001 году группа из 11 эфиопских солдат и сержантов, проходивших службу на границе с Кенией в районе Мояле, перешла границу и попросила политического убежища. Все они ранее участвовали в боевых действиях против Эритреи и мотивировали свой поступок «исключительно личными соображениями».